# Carl-Johan Öster
Carl-Johan Öster (1992) è un ex sciatore alpino svedese.

## Biografia
Ha iniziato a competere o in gare FIS dal 2006. Ha partecipato al IX Festival olimpico invernale della gioventù europea, disputato in Alta Slesia in Polonia, vincendo l'argento nello slalom speciale e il bronzo in gigante sulla pista di Szczyrk.
Ha esordito in Coppa Europa il 28 novembre 2010 a Trysil in slalom gigante, senza completare la prova, ha ottenuto il miglior piazzamento nello slalom gigante di Klövsjö/Vemdalen del 3 dicembre 2013 (32º) e ha disputato l'ultima gara il 30 gennaio 2014, lo slalom gigante di Crans-Montana che ha chiuso al 41º posto. Si è ritirato al termine della stagione 2016-2017 e la sua ultima gara è stata uno slalom speciale FIS disputato a Mission Ridge il 26 marzo, chiuso da Öster al 4º posto; non ha debuttato in Coppa del Mondo, né preso parte a rassegne olimpiche o iridate.

## Palmarès

### Festival olimpico invernale della gioventù europea
- 2 medaglie:
  - 1 argento (slalom speciale in Alta Slesia 2009)
  - 1 bronzo (slalom gigante in Alta Slesia 2009)

### Campionati svedesi
- 1 medaglia:
  - 1 argento (slalom gigante nel 2014)